# Campionatul Mondial de Fotbal 2018 Grupa F
Grupa F de la Campionatul Mondial de Fotbal 2018 a avut loc în perioada 17-27 iunie 2018. Grupa a constat din Germania, Mexic, Suedia, și Coreea de Sud. Clasate pe primele două locuri, Suedia și Mexic au avansat în runda optimilor.

### Echipe
| Poziția tragerii | Echipa        | Bol | Confederația | Metoda calificării                  | Data calificării  | Apariții în turneul final | Ultima apariție               | Cea mai bună performanță              | Clasamentul FIFA | Clasamentul FIFA |
| Poziția tragerii | Echipa        | Bol | Confederația | Metoda calificării                  | Data calificării  | Apariții în turneul final | Ultima apariție               | Cea mai bună performanță              | octombrie 2017   | iunie 2018       |
| ---------------- | ------------- | --- | ------------ | ----------------------------------- | ----------------- | ------------------------- | ----------------------------- | ------------------------------------- | ---------------- | ---------------- |
| F1               | Germania      | 1   | UEFA         | Câștigătorii UEFA Grupa C           | 5 octombrie 2017  | 19                        | 2014 (Câștigători)            | Câștigătorii (1954, 1974, 1990, 2014) | 1                | 1                |
| F2               | Mexic         | 2   | CONCACAF     | Câștigători CONCACAF A cincea rundă | 1 septembrie 2017 | 16                        | 2014 (Runda șaisprezecimilor) | Sferturi de finală (1970, 1986)       | 16               | 15               |
| F3               | Suedia        | 3   | UEFA         | UEFA Runda secundă câștigătorii     | 13 noiembrie 2017 | 5                         | 2006 (Runda șaisprezecimilor) | Locul 2 (1958)                        | 25               | 24               |
| F4               | Coreea de Sud | 4   | AFC          | Locul 2 AFC Runda a treia Grupa A   | 5 septembrie 2017 | 10                        | 2014 (Faza grupelor)          | (Locul 4) (2002)                      | 62               | 57               |

Note
1. ↑  Clasamentul din octombrie 2017 a fost folosit pentru tragerea la sorți.
2. ↑  Germania a concurat între 1951 și 1990 ca Germania de Vest.

## Clasament
| Loc | Echipa            | MJ | V | E | Î | GM | GP | DG | Pct | Calificare                      |
| --- | ----------------- | -- | - | - | - | -- | -- | -- | --- | ------------------------------- |
| 1   | Suedia (A)        | 3  | 2 | 0 | 1 | 5  | 2  | +3 | 6   | Avansează în Runda eliminatorie |
| 2   | Mexic (A)         | 3  | 2 | 0 | 1 | 3  | 4  | −1 | 6   | Avansează în Runda eliminatorie |
| 3   | Coreea de Sud (E) | 3  | 1 | 0 | 2 | 3  | 3  | 0  | 3   |                                 |
| 4   | Germania (E)      | 3  | 1 | 0 | 2 | 2  | 4  | −2 | 3   |                                 |

În runda optimilor:
- Câștigătorii Grupei F, Suedia, au avansat pentru a juca cu locul doi din Grupa E, Elveția.
- Locul doi din Grupa F, Mexic, au avansat pentru a juca cu câștigătorii Grupei E, Brazilia.

## Meciurile
Toate orele sunt listate la ora Rusiei.

### Germania vs Mexic
| Germania | 0–1    | Mexic      |
| -------- | ------ | ---------- |
|          | Report | Lozano 35' |

| Germania | Mexic |

| GK          | 1  | Manuel Neuer (c)    |     |     |
| RB          | 18 | Joshua Kimmich      |     |     |
| CB          | 17 | Jérôme Boateng      |     |     |
| CB          | 5  | Mats Hummels        | 84' |     |
| LB          | 2  | Marvin Plattenhardt |     | 79' |
| CM          | 8  | Toni Kroos          |     |     |
| CM          | 6  | Sami Khedira        |     | 60' |
| RW          | 13 | Thomas Müller       | 83' |     |
| AM          | 10 | Mesut Özil          |     |     |
| LW          | 7  | Julian Draxler      |     |     |
| CF          | 9  | Timo Werner         |     | 86' |
| Schimbări:  |    |                     |     |     |
| FW          | 11 | Marco Reus          |     | 60' |
| FW          | 23 | Mario Gómez         |     | 79' |
| MF          | 20 | Julian Brandt       |     | 86' |
| Manager:    |    |                     |     |     |
| Joachim Löw |    |                     |     |     |

| GK                 | 13 | Guillermo Ochoa     |     |     |
| RB                 | 3  | Carlos Salcedo      |     |     |
| CB                 | 2  | Hugo Ayala          |     |     |
| CB                 | 15 | Héctor Moreno       | 40' |     |
| LB                 | 23 | Jesús Gallardo      |     |     |
| CM                 | 16 | Héctor Herrera      | 90' |     |
| CM                 | 18 | Andrés Guardado (c) |     | 74' |
| RW                 | 7  | Miguel Layún        |     |     |
| AM                 | 11 | Carlos Vela         |     | 58' |
| LW                 | 22 | Hirving Lozano      |     | 66' |
| CF                 | 14 | Javier Hernández    |     |     |
| Schimbări:         |    |                     |     |     |
| DF                 | 21 | Edson Álvarez       |     | 58' |
| FW                 | 9  | Raúl Jiménez        |     | 66' |
| DF                 | 4  | Rafael Márquez      |     | 74' |
| Manager:           |    |                     |     |     |
| Juan Carlos Osorio |    |                     |     |     |

| Omul meciului: Hirving Lozano (Mexico) Arbitrii asistenți: Reza Sokhandan (Iran) Mohammadreza Mansouri (Iran) Al patrulea oficial: Mohammed Abdulla Hassan Mohamed (Emiratele Arabe Unite) Al cincelea oficial: Mohamed Al Hammadi (Emiratele Arabe Unite) Arbitru asistent video: Massimiliano Irrati (Italia) Arbitrii asistenți ai arbitrului video: Wilton Sampaio (Brazilia) Carlos Astroza (Chile) Mark Geiger (Statele Unite) |

### Suedia vs Coreea de Sud
Cele două echipe s-au confruntat între ele de patru ori, cel mai recent în 2005, o remiză 0-0 într-un joc amical.
| Suedia               | 1–0    | Coreea de Sud |
| -------------------- | ------ | ------------- |
| Granqvist 65' (pen.) | Report |               |

| Suedia | Coreea de Sud |

| GK              | 1  | Robin Olsen           |     |     |
| RB              | 6  | Ludwig Augustinsson   |     |     |
| CB              | 4  | Andreas Granqvist (c) |     |     |
| CB              | 18 | Pontus Jansson        |     |     |
| LB              | 2  | Mikael Lustig         |     |     |
| RM              | 17 | Viktor Claesson       | 61' |     |
| CM              | 7  | Sebastian Larsson     |     | 81' |
| CM              | 8  | Albin Ekdal           |     | 71' |
| LM              | 10 | Emil Forsberg         |     |     |
| CF              | 9  | Marcus Berg           |     |     |
| CF              | 20 | Ola Toivonen          |     | 77' |
| Schimbări:      |    |                       |     |     |
| MF              | 15 | Oscar Hiljemark       |     | 71' |
| FW              | 22 | Isaac Kiese Thelin    |     | 77' |
| MF              | 13 | Gustav Svensson       |     | 81' |
| Manager:        |    |                       |     |     |
| Janne Andersson |    |                       |     |     |

| GK            | 23 | Cho Hyun-woo      |     |     |
| RB            | 2  | Lee Yong          |     |     |
| CB            | 20 | Jang Hyun-soo     |     |     |
| CB            | 19 | Kim Young-gwon    |     |     |
| LB            | 6  | Park Joo-ho       |     | 28' |
| CM            | 17 | Lee Jae-sung      |     |     |
| CM            | 16 | Ki Sung-yueng (c) |     |     |
| CM            | 13 | Koo Ja-cheol      |     | 73' |
| RF            | 11 | Hwang Hee-chan    | 55' |     |
| CF            | 9  | Kim Shin-wook     | 13' | 66' |
| LF            | 7  | Son Heung-min     |     |     |
| Schimbări:    |    |                   |     |     |
| DF            | 12 | Kim Min-woo       |     | 28' |
| MF            | 15 | Jung Woo-young    |     | 66' |
| MF            | 10 | Lee Seung-woo     |     | 73' |
| Manager:      |    |                   |     |     |
| Shin Tae-yong |    |                   |     |     |

| Omul meciului: Andreas Granqvist (Suedia) Arbitrii asistenți: Juan Zumba (El Salvador) Juan Carlos Mora (Costa Rica) Al patrulea oficial: Norbert Hauata (Tahiti) Al cincelea oficial: Bertrand Brial (Noua Caledonie) Arbitru asistent video: Mauro Vigliano (Argentina) Arbitrii asistenți ai arbitrului video: Abdulrahman Al-Jassim (Qatar) Taleb Al Maari (Qatar) Daniele Orsato (Italia) |

### Coreea de Sud vs Mexic
Cele două echipe s-au întâlnit în 12 meciuri, inclusiv un joc la Campionatul Mondial de Fotbal 1998 faza grupelor, cu victoria Mexicului 3–1.
| Coreea de Sud       | 1–2    | Mexic                         |
| ------------------- | ------ | ----------------------------- |
| Son Heung-min 90+3' | Report | Vela 26' (pen.) Hernández 66' |

| Coreea de Sud | Mexic |

| GK            | 23 | Cho Hyun-woo      |     |     |
| RB            | 2  | Lee Yong          | 63' |     |
| CB            | 20 | Jang Hyun-soo     |     |     |
| CB            | 19 | Kim Young-gwon    | 58' |     |
| LB            | 12 | Kim Min-woo       |     | 84' |
| RM            | 18 | Moon Seon-min     |     | 77' |
| CM            | 8  | Ju Se-jong        |     | 64' |
| CM            | 16 | Ki Sung-yueng (c) |     |     |
| LM            | 11 | Hwang Hee-chan    |     |     |
| CF            | 17 | Lee Jae-sung      |     |     |
| CF            | 7  | Son Heung-min     |     |     |
| Schimbări:    |    |                   |     |     |
| MF            | 10 | Lee Seung-woo     | 72' | 64' |
| MF            | 15 | Jung Woo-young    | 80' | 77' |
| DF            | 14 | Hong Chul         |     | 84' |
| Manager:      |    |                   |     |     |
| Shin Tae-yong |    |                   |     |     |

| GK                 | 13 | Guillermo Ochoa     |  |     |
| RB                 | 21 | Edson Álvarez       |  |     |
| CB                 | 3  | Carlos Salcedo      |  |     |
| CB                 | 15 | Héctor Moreno       |  |     |
| LB                 | 23 | Jesús Gallardo      |  |     |
| CM                 | 7  | Miguel Layún        |  |     |
| CM                 | 16 | Héctor Herrera      |  |     |
| CM                 | 18 | Andrés Guardado (c) |  | 68' |
| RF                 | 11 | Carlos Vela         |  | 77' |
| CF                 | 14 | Javier Hernández    |  |     |
| LF                 | 22 | Hirving Lozano      |  | 71' |
| Schimbări:         |    |                     |  |     |
| DF                 | 4  | Rafael Márquez      |  | 68' |
| MF                 | 17 | Jesús Manuel Corona |  | 71' |
| MF                 | 10 | Giovani dos Santos  |  | 77' |
| Manager:           |    |                     |  |     |
| Juan Carlos Osorio |    |                     |  |     |

| Omul meciului: Javier Hernández (Mexic) Arbitrii asistenți: Milovan Ristić (Serbia) Dalibor Đurđević (Serbia) Al patrulea oficial: John Pitti (Panama) Al cincelea oficial: Gabriel Victoria (Panama) Arbitru asistent video: Daniele Orsato (Italia) Arbitrii asistenți ai arbitrului video: Artur Soares Dias (Portugalia) Carlos Astroza (Chile) Tiago Martins (Portugalia) |

### Germania vs Suedia
Cele două echipe s-au întâlnit în 36 de meciuri anterioare, inclusiv patru jocuri la Campionatul Mondial, cel mai semnificativ fiind la Campionatul Mondial de Fotbal 1958 semifinala câștigată de Suedia cu 3–1.
| Germania             | 2–1    | Suedia       |
| -------------------- | ------ | ------------ |
| Reus 48' Kroos 90+5' | Report | Toivonen 32' |

| Germania | Suedia |

| GK          | 1  | Manuel Neuer (c) |         |     |
| RB          | 18 | Joshua Kimmich   |         |     |
| CB          | 16 | Antonio Rüdiger  |         |     |
| CB          | 17 | Jérôme Boateng   | 71' 82' |     |
| LB          | 3  | Jonas Hector     |         | 87' |
| CM          | 19 | Sebastian Rudy   |         | 31' |
| CM          | 8  | Toni Kroos       |         |     |
| RW          | 13 | Thomas Müller    |         |     |
| AM          | 7  | Julian Draxler   |         | 46' |
| LW          | 11 | Marco Reus       |         |     |
| CF          | 9  | Timo Werner      |         |     |
| Schimbări:  |    |                  |         |     |
| MF          | 21 | İlkay Gündoğan   |         | 31' |
| FW          | 23 | Mario Gómez      |         | 46' |
| MF          | 20 | Julian Brandt    |         | 87' |
| Manager:    |    |                  |         |     |
| Joachim Löw |    |                  |         |     |

| GK              | 1  | Robin Olsen           |       |     |
| RB              | 2  | Mikael Lustig         |       |     |
| CB              | 3  | Victor Lindelöf       |       |     |
| CB              | 4  | Andreas Granqvist (c) |       |     |
| LB              | 6  | Ludwig Augustinsson   |       |     |
| RM              | 17 | Viktor Claesson       |       | 74' |
| CM              | 7  | Sebastian Larsson     | 90+7' |     |
| CM              | 8  | Albin Ekdal           | 52'   |     |
| LM              | 10 | Emil Forsberg         |       |     |
| CF              | 9  | Marcus Berg           |       | 90' |
| CF              | 20 | Ola Toivonen          |       | 78' |
| Schimbări:      |    |                       |       |     |
| MF              | 21 | Jimmy Durmaz          |       | 74' |
| FW              | 11 | John Guidetti         |       | 78' |
| FW              | 22 | Isaac Kiese Thelin    |       | 90' |
| Manager:        |    |                       |       |     |
| Janne Andersson |    |                       |       |     |

| Omul meciului: Marco Reus (Germania) Arbitrii asistenți: Paweł Sokolnicki (Polonia) Tomasz Listkiewicz (Polonia) Al patrulea oficial: Ryuji Sato (Japonia) Al cincelea oficial: Toru Sagara (Japonia) Arbitru asistent video: Clément Turpin (Franța) Arbitrii asistenți ai arbitrului video: Paweł Gil (Polonia) Cyril Gringore (Franța) Paolo Valeri (Italia) |

### Coreea de Sud vs Germania
Cele două echipe s-au confruntat de trei ori, inclusiv două meciuri la  Campionatul Mondial de Fotbal, unul la Campionatul Mondial de Fotbal 2002 în semifinală, care s-a încheiat cu victoria Germaniei cu 1–0 și una în 1994 în etapa din grupă, cu victoria Germaniei cu 3–2.
| Coreea de Sud                            | 2–0    | Germania |
| ---------------------------------------- | ------ | -------- |
| Kim Young-gwon 90+3' Son Heung-min 90+6' | Report |          |

| South Korea | Germany |

| GK            | 23 | Cho Hyun-woo      |     |     |     |
| RB            | 2  | Lee Yong          |     |     |     |
| CB            | 5  | Yun Young-sun     |     |     |     |
| CB            | 19 | Kim Young-gwon    |     |     |     |
| LB            | 14 | Hong Chul         |     |     |     |
| RM            | 17 | Lee Jae-sung      | 23' |     |     |
| CM            | 15 | Jung Woo-young    | 9'  |     |     |
| CM            | 20 | Jang Hyun-soo     |     |     |     |
| LM            | 18 | Moon Seon-min     | 48' | 69' |     |
| CF            | 13 | Koo Ja-cheol      |     | 56' |     |
| CF            | 7  | Son Heung-min (c) | 65' |     |     |
| Schimbări:    |    |                   |     |     |     |
| FW            | 11 | Hwang Hee-chan    |     | 56' | 79' |
| MF            | 8  | Ju Se-jong        |     | 69' |     |
| DF            | 22 | Go Yo-han         |     | 79' |     |
| Manager:      |    |                   |     |     |     |
| Shin Tae-yong |    |                   |     |     |     |

| GK          | 1  | Manuel Neuer (c) |  |     |
| RB          | 18 | Joshua Kimmich   |  |     |
| CB          | 5  | Mats Hummels     |  |     |
| CB          | 15 | Niklas Süle      |  |     |
| LB          | 3  | Jonas Hector     |  | 78' |
| CM          | 6  | Sami Khedira     |  | 56' |
| CM          | 8  | Toni Kroos       |  |     |
| RW          | 14 | Leon Goretzka    |  | 63' |
| AM          | 10 | Mesut Özil       |  |     |
| LW          | 11 | Marco Reus       |  |     |
| CF          | 9  | Timo Werner      |  |     |
| Schimbări:  |    |                  |  |     |
| FW          | 23 | Mario Gómez      |  | 58' |
| FW          | 13 | Thomas Müller    |  | 63' |
| MF          | 20 | Julian Brandt    |  | 78' |
| Manager:    |    |                  |  |     |
| Joachim Löw |    |                  |  |     |

| Omul meciului: Cho Hyun-woo (South Korea) Arbitrii asistenți: Joe Fletcher (Canada) Frank Anderson (Statele Unite) Al patrulea oficial: Julio Bascuñán (Chile) Al cincelea oficial: Christian Schiemann (Chile) Arbitru asistent video: Danny Makkelie (Olanda) Arbitrii asistenți ai arbitrului video: Tiago Martins (Portugalia) Corey Rockwell (Statele Unite) Artur Soares Dias (Portugalia) |

### Mexic vs Suedia
Cele două echipe s-au întâlnit în nouă meciuri anterioare, inclusiv un meci de etapă în  grupă la Campionatul Mondial de Fotbal 1958  câștigat de Suedia cu 3–0.
| Mexic | 0–3    | Suedia                                                   |
| ----- | ------ | -------------------------------------------------------- |
|       | Report | Augustinsson 50' Granqvist 61' (pen.) Álvarez 74' (o.g.) |

| Mexico | Sweden |

| GK                 | 13 | Guillermo Ochoa     |     |     |
| RB                 | 21 | Edson Álvarez       |     |     |
| CB                 | 3  | Carlos Salcedo      |     |     |
| CB                 | 15 | Héctor Moreno       | 61' |     |
| LB                 | 23 | Jesús Gallardo      | 1'  | 65' |
| CM                 | 18 | Andrés Guardado (c) |     |     |
| CM                 | 16 | Héctor Herrera      |     |     |
| RW                 | 7  | Miguel Layún        | 86' | 89' |
| AM                 | 11 | Carlos Vela         |     |     |
| LW                 | 22 | Hirving Lozano      |     |     |
| CF                 | 14 | Javier Hernández    |     |     |
| Schimbări:         |    |                     |     |     |
| MF                 | 8  | Marco Fabián        |     | 65' |
| MF                 | 17 | Jesús Manuel Corona |     | 71' |
| FW                 | 19 | Oribe Peralta       |     | 89' |
| Manager:           |    |                     |     |     |
| Juan Carlos Osorio |    |                     |     |     |

| GK              | 1  | Robin Olsen           |     |     |
| RB              | 2  | Mikael Lustig         | 88' |     |
| CB              | 3  | Victor Lindelöf       |     |     |
| CB              | 4  | Andreas Granqvist (c) |     |     |
| LB              | 6  | Ludwig Augustinsson   |     |     |
| RM              | 17 | Viktor Claesson       |     |     |
| CM              | 7  | Sebastian Larsson     | 26' | 57' |
| CM              | 8  | Albin Ekdal           |     | 80' |
| LM              | 10 | Emil Forsberg         |     |     |
| CF              | 9  | Marcus Berg           |     | 68' |
| CF              | 20 | Ola Toivonen          |     |     |
| Schimbări:      |    |                       |     |     |
| MF              | 13 | Gustav Svensson       |     | 57' |
| FW              | 22 | Isaac Kiese Thelin    |     | 68' |
| MF              | 15 | Oscar Hiljemark       |     | 80' |
| Manager:        |    |                       |     |     |
| Janne Andersson |    |                       |     |     |

| Arbitrii asistenți: Hernán Maidana (Argentina) Juan Pablo Bellati (Argentina) Al patrulea oficial: Andrés Cunha (Uruguay) Al cincelea oficial: Mauricio Espinosa (Uruguay) Arbitru asistent video: Mauro Vigliano (Argentina) Arbitrii asistenți ai arbitrului video: Gery Vargas (Bolivia) Carlos Astroza (Chile) Wilton Sampaio (Brazilia) |

## Disciplină
Puncte de fair-play, care sunt folosite ca tie-break în cazul în care înregistrările generale și cap-la-cap ale echipelor sunt egale, sunt calculate pe baza cartonașelor galbene și roșii primite în toate meciurile din grupă după cum urmează: 
- Primul cartonaș galben: minus 1 punct;
- Indirect cartonaș roșu (al doilea cartonaș galben): minus 3 puncte;
- Cartonaș roșu direct: minus 4 puncte;
- Cartonaș galben și un cartonaș roșu direct: minus 5 puncte;

Doar una dintre penalizările de mai sus se aplică unui jucător într-un singur meci.
| Echipa        | Meciul 1        | Meciul 1                               | Meciul 1      | Meciul 1                        | Meciul 2        | Meciul 2                               | Meciul 2      | Meciul 2                        | Meciul 3        | Meciul 3                               | Meciul 3      | Meciul 3                        | Puncte |
| Echipa        | Cartonaș galben | Cartonaș galben · Cartonaș galben-roșu | Cartonaș roșu | Cartonaș galben · Cartonaș roșu | Cartonaș galben | Cartonaș galben · Cartonaș galben-roșu | Cartonaș roșu | Cartonaș galben · Cartonaș roșu | Cartonaș galben | Cartonaș galben · Cartonaș galben-roșu | Cartonaș roșu | Cartonaș galben · Cartonaș roșu | Puncte |
| ------------- | --------------- | -------------------------------------- | ------------- | ------------------------------- | --------------- | -------------------------------------- | ------------- | ------------------------------- | --------------- | -------------------------------------- | ------------- | ------------------------------- | ------ |
| Suedia        | 1               |                                        |               |                                 | 2               |                                        |               |                                 | 2               |                                        |               |                                 | −5     |
| Mexic         | 2               |                                        |               |                                 |                 |                                        |               |                                 | 3               |                                        |               |                                 | −5     |
| Germania      | 2               |                                        |               |                                 |                 | 1                                      |               |                                 |                 |                                        |               |                                 | −5     |
| Coreea de Sud | 2               |                                        |               |                                 | 4               |                                        |               |                                 | 4               |                                        |               |                                 | −10    |